# Silvia Federici

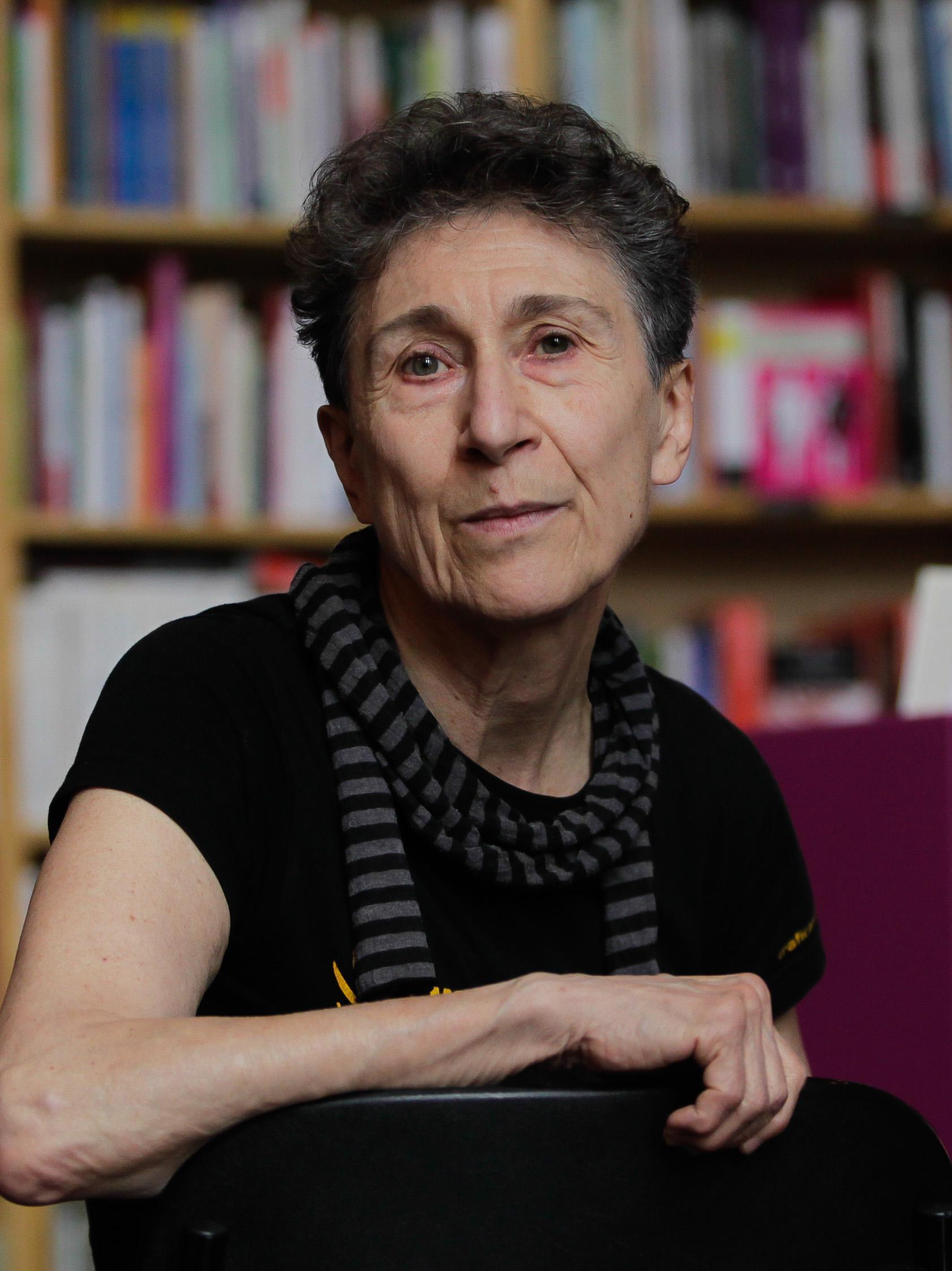
Federici in een interview in 2014.

Silvia Federici (Parma, 1942) is een Italiaans-Amerikaanse academica en activist binnen de radicaal autonoom feministische marxistische traditie. Ze is een professor emerita en Teaching Fellow aan de Hofstra-universiteit, waar ze lesgaf in de sociale wetenschappen. Ze doceerde ook voor een langere periode in Nigeria.

## Biografie
Federici groeide op in Italië, en verhuisde in 1967 naar de Verenigde Staten om haar PhD in filosofie aan de University at Buffalo te behalen. Ze gaf les aan de University of Port Harcourt in Nigeria, en was universitair hoofddocent, en later professor in Politieke Filosofie en Internationale Studies aan het New College of Hofstra University.
Ze is de mede-oprichter van  het International Feminist Collective, een marxistisch-feministisch collectief waarmee ze sinds 1972 de Wages for Housework campagne organiseert. In 1975 publiceerde ze Wages Against Housework, deze publicatie wordt gezien als een belangrijk werk in de Wages for Housework beweging.
Federici is mede-oprichter van de Committee for Academic Freedom in Africa (CAFA), en lid van het Midnight Notes Collective. Ze is de mede-oprichter van het anti-doodstraf project, dat startte in 1995 binnen de Radical Philosophy Association (RPA).
In 2004 publiceerde Federici Caliban and the Witch: Women, the Body and Primitive Accumulation. Dit werd haar bekendste werk en is een aanvulling op het werk van Leopoldina Fortunati en onderzoekt in een feministische traditie de redenen achter de heksenjacht van de vroeg moderne tijd. In deze publicatie gaat zij in tegen de argumentatie van Karl Marx, die stelt dat primitieve accumulatie een noodzakelijke voorloper is van het kapitalisme. Zij stelt dat primitieve accumulatie een fundamentele karaktereigenschap is van het kapitalisme zelf - en dat kapitalisme, om zichzelf voor te zetten, een constante influx van onteigend kapitaal nodig heeft.
Federici verbindt deze onteigening aan de uitbuiting van het onbetaalde werk dat vrouwen verrichten, zowel in relatie tot reproductief werk en andere activiteiten, zij beschrijft dit als een historische conditie voor de opkomst van de kapitalistische economie die draait op betaald werk. In relatie tot dit onderwerp gaat zij in op de historische strijd voor de meent (the commons) en de strijd voor communalisme.  Federici ziet kapitalisme niet als het verslaan van het feodalisme, maar in plaats daarvan interpreteert zij de toename van kapitalisme als een reactie tegen de toename van communalisme, en om sociale contracten te behouden.
Ze positioneert de institutionalisering van verkrachting en prostitutie, en de ketter- en heksenvervolgingen, rechtszaken, verbrandingen en marteling als het centrum van methodische onderdrukking van vrouwen, en een toe-eigening van hun arbeid. Dit is verbonden aan de koloniale uitbuiting en genereert een framework waarin het werk van het Internationaal Monetair Fonds, de Wereldbank, en andere instituten gezien kan worden al een nieuwe cyclus van kapitaalaccumulatie, waarbinnen alles dat als een meent gezien wordt - zoals water, zaden en onze genetische opmaak - geprivatiseerd wordt in verschillende rondes van insluiting.

### Open toegankelijke artikelen
- Feminism and the Politics of the CommonsThe Commoner, 2011
- On capitalism, colonialism, women and food politics, Politics and Culture 2009 (2) - Special Issue on Food (&) Sovereignty
- Witch-Hunting, Globalization, and Feminist Solidarity in Africa Today, The Commoner, 2008
- Precarious Labour: A Feminist Viewpoint, 2008
- Notes on the edu–factory and Cognitive Capitalism, 2007 (with George Caffentzis)
- Theses on Mass Worker and Social Capital (1972, met Mario Montano)
- War, Globalization and Reproduction
- Mormons in space (with George Caffentzis)
- Why Feminists Should Oppose Capital Punishment
- Donne, Globalizzazione e Movimento Internazionale delle Donne
- Genoa and the antiglobalization movement (met George Caffentzis)
- The great Caliban:The struggle against the rebel body, from Caliban & the Witch
- All the World Needs a Jolt: Social Movements and Political Crisis in Medieval Europe, uit Caliban & the Witch
- The Debt Crisis, Africa and the New Enclosures
- The War in Jugoslavia. On Whom the Bombs are Falling? (1999, with Massimo De Angelis)
- "Viet Cong Philosophy: Tran Duc Thao". TELOS 06 (Fall 1970). New York: Telos Press
- Development and Underdevelopment in Nigeria (1985)
- "On Elder Care" *

### Lezingen
- Silvia Federici, recorded live at Fusion Arts, NYC. (11.30.04)
- Audio from a talk entitled The Body, Capitalist Accumulation And The Accumulation Of Labour Power by Silvia Federici for Bristol Radical History Group
- "Academic Freedom and the Enclosure of Knowledge in the Global University" by Silvia Federici at Rhodes University in Grahamstown, South Africa. 19 September 2013.